# PetroIndustrial
PetroIndustrial era el nombre de la empresa estatal de industrialización de petróleos del Ecuador, filial de la Empresa de Petróleos del Ecuador (Petroecuador) misma que luego de un proceso de reestructuración pasó a constituirse en la gerencia de refinación de la EP Petroecuador

## Objetivo
El objetivo de PetroIndustrial era la industrialización de hidrocarburos en el territorio ecuatoriano, con el propósito de satisfacer la demanda interna de combustibles en el país, preservando el equilibrio ecológico mediante la prevención y control de la contaminación ambiental.

## Organización funcional
Petroindustrial estaba estructurada por: el consejo de administración, la vicepresidencia, la subgerencia de operaciones, la subgerencia de proyectos y dependencias técnico administrativas de gestión empresarial.
El consejo de administración de Petroecuador era el órgano superior de dirección, encargado de formular las políticas y de controlar su cumplimiento.
El vicepresidente de Petroindustrial era el representante legal de la empresa y el responsable directo de la gestión técnica, financiera y administrativa de la filial.

## Misión de PetroIndustrial
Producir combustibles y otros derivados del petróleo con estándares de calidad mundial, preservando estrictamente el medio ambiente y contribuyendo al desarrollo productivo del Ecuador.

## Visión de PetroIndustrial
Empresa de industrialización de petróleo, de propiedad del Estado ecuatoriano, con capacidad estratégica, flexibilidad organizacional y cultura empresarial competitiva a nivel mundial, que opera con estándares internacionales de eficiencia y mantiene armonía con los recursos socio-ambientales.

## Complejos industriales
Con un promedio diario de 152414 barriles refinados por día (junio de 2008), son la fuente de la mayor parte de combustible consumido por el Ecuador, y al mismo tiempo son importantes fuentes de empleo en las localidades en las que se localizan.

### Refinería Estatal Esmeraldas (REE)

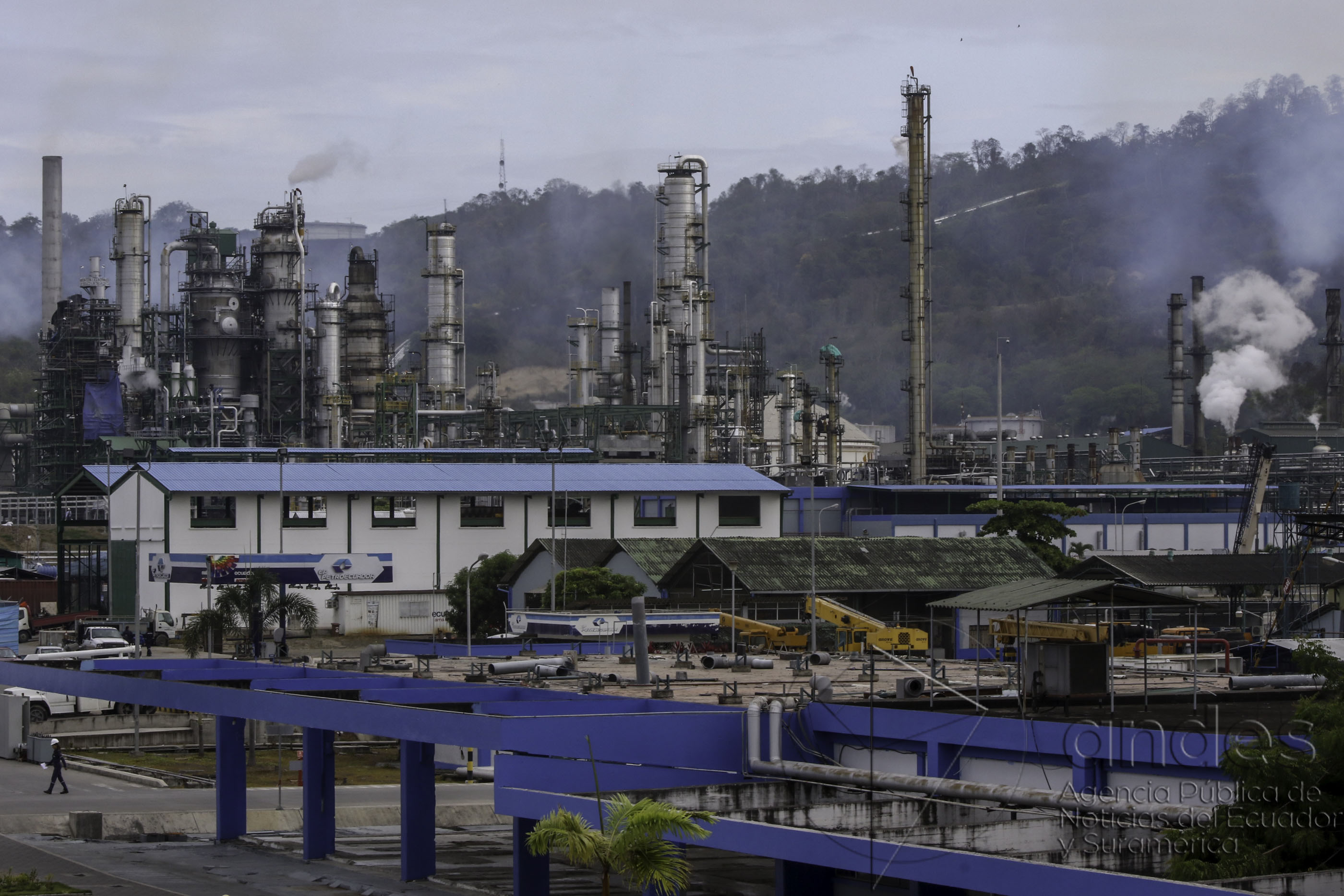
Refinería De Esmeraldas

La Refinería Estatal Esmeraldas fue diseñada y construida entre 1975 y 1977 para procesar 55.000 barriles por día (BPD). Su primera ampliación, a 90.000 BPD se produjo en 1987 y en 1997 se amplió su capacidad de procesamiento a 110.000 BPD, adaptándose para procesar crudos más pesados y de menor calidad e incorporando nuevas unidades para mejorar la calidad de los jcombustibles y minimizar el impacto ambiental. Se está gestionando un proyecto entre 4 y 5 años para la construcción de una unidad de alta conversión con un costo de $ 2700 millones. El 26 de mayo de 2025 la refinería sufrió un incendio posteriormente controlado.

### Refinería La Libertad (RLL)
Está situada en la provincia de Santa Elena Cantón La Libertad. En el mes de noviembre de 1989, se revirtieron al Estado ecuatoriano las instalaciones de la refinería Anglo Ecuadorian Oil Fields Ltda. y en el año 1990 la refinería Repetrol (ex Gulf), al concluir los contratos de operación con éstas compañías. Estas instalaciones están ubicadas en la Península de Santa Elena.
La Refinería La Libertad (RLL) está diseñada para procesar 45000 BPDO de petróleo crudo extraído de la Oriente ecuatoriano y produce los siguientes derivados: GLP, gasolina, diesel n.º 1, diesel n.º 2, jet fuel, JP1, Fuel Oil n.º 6, solvente n.º 1, solvente n.º 2 (rubber solvent), spray oil y mineral turpentine.
La Refinería La Libertad con 60 años de operación en la península de Santa Elena es el centro refinación del petróleo más antiguo del Ecuador, y ahora el segundo por su capacidad de producción. Durante los últimos años han existido varias denuncias , por la contaminación que se deriva de los efluentes que son evacuados directamente al mar en la zona de La Carioca, en La Libertad. Varias son las poblaciones afectadas. Se realiza un proyecto para aumentar la capacidad de almacenamiento entre 10 y 15 millones de barriles así como repotenciar la producción de asfaltos.

### Complejo Industrial Shushufindi (CIS)
Este complejo industrial está conformado por la Refinería Amazonas y la Planta de Gas Shushufindi.
La Refinería Amazonas inició su operación en 1987 procesando 10 000 BPD. En 1995 se amplió su capacidad de procesamiento a 20.000 BPD.
La planta de gas de Shushufindi se construyó con capacidad para procesar 25 millones de pies cúbicos de gas y su operación inició en 1984. Posteriormente se han realizado instalaciones complementarias para captar el gas natural de los campos petroleros y transportarlo conjuntamente con los licuables para su procesamiento en esta planta de gas.